# Fonte Arcada (Sernancelhe)
Fonte Arcada ist eine Gemeinde (Freguesia) im portugiesischen Kreis Sernancelhe. In ihr leben 270 Einwohner (Stand 30. Juni 2011).